# FC Fredericia
Az FC Fredericia, teljes nevén Fodbold Club Fredericia af 1991 egy dán labdarúgócsapat. 1991-ben alapították, jelenleg a másodosztályban szerepelnek.

## Jelenlegi keret
2009. február 4. szerint.
| #  |     | Poszt | Név                 |
| -- | --- | ----- | ------------------- |
| 1  | DNK | K     | Stig Olsen          |
| 2  | DNK | V     | Henrik Smedegaard   |
| 3  | DNK | V     | Brian Fakkenor      |
| 4  | DNK | V     | Jacob Thychosen     |
| 5  | DNK | V     | Jes Bekke           |
| 6  | DNK | KP    | Morten Kirk         |
| 7  | DNK | KP    | Tommy Knudsen       |
| 8  | DNK | V     | Martin Henriksen    |
| 9  | DNK | CS    | Søren Philipp       |
| 10 | DNK | CS    | Anders Mandrup      |
| 11 | DNK | KP    | Torben Holt         |
| 14 | DNK | V     | Troels Storgaard    |
| 16 | DNK | K     | Carsten Christensen |
| 17 | DNK | V     | Rune Nielsen        |

| #  |                     | Poszt | Név                      |
| -- | ------------------- | ----- | ------------------------ |
| 18 | DNK                 | KP    | Hans Jørgen Haysen       |
| 19 | DNK                 | KP    | Mathias Lykke Hansen     |
| 20 | DNK                 | V     | Jakob Rasmussen          |
| 21 | DNK                 | CS    | René Carlsen             |
| 22 | DNK                 | V     | Mads Agesen              |
| 23 | DNK                 | CS    | Rasmus Katholm           |
| 25 | Bosznia-Hercegovina | CS    | Kenan Hajdarevic         |
| 26 | DNK                 | V     | Martin Mikkelsen         |
| 27 | argentin            | KP    | Gunnar Guillermo Nielsen |
| 28 | DNK                 | KP    | Mikkel Juul              |
| 29 | DNK                 | CS    | Jeppe Hansen             |
| 31 | DNK                 | V     | Søren Hansen             |
| 32 | DNK                 | KP    | Morten Thomsen           |

## Külső hivatkozások
- Hivatalos honlap